# Референдум в Государстве Вьетнам (1955)
Референдум в Государстве Вьетнам 1955 года — референдум, имевший целью определить будущую форму правления в Государстве Вьетнам, стране, которая вскоре после него стала Республикой Вьетнам (более известной как Южный Вьетнам). На референдуме боролись между собой премьер-министр страны Нго Динь Зьем, который предлагал республиканское устройство, и бывший император Бао Дай. Бао Дай отрекся от императорского престола в 1945 году, но во время референдума сохранял формальный титул главы государства (при этом не будучи более императором). Зьем победил на референдуме, который был широко омрачён фальсификациями, с 98,2 % голосов. В столице страны Сайгоне Зьем получил более чем 600 000 голосов, тогда как в списке избирателей было только 450000 человек. Он получил поддержку более 90 % зарегистрированных избирателей, даже в сельских районах, где оппозиционные группировки пытались сорвать голосование.
Референдум был последним этапом в борьбе за власть между Бао Даем и его премьер-министром. Бао Дай не любил Зьема и не раз пытался отстранить его от дел, назначив его на пост только потому, что он был проводником американской помощи в страну. В это время страна переживала период нестабильности, поскольку Вьетнам был временно разделён на две части в результате соглашений, достигнутых на Женевской конференции 1954 года, которые положили конец Первой войне в Индокитае. Государство Вьетнам контролировало южную часть страны до национальных выборов, которые должны были объединить страну под властью единого правительства. Вьетнамская национальная армия осуществляла контроль над страной не в полной мере, религиозные секты Каодай и Хоа-Хао создали собственные администрации в сельской местности со своими армиями, а организованный преступный синдикат Бинь Сюэн контролировал улицы Сайгона. Несмотря на вмешательство Бао Дая, Зьему удалось подчинить локальные армии и обеспечить власть центрального правительства во всей стране к середине 1955 года.
Ободрённый успехом, Зьем начал строить планы по свержению Бао Дая. Он назначил референдум на 23 октября 1955 года и фактически «вытолкнул» Бао Дая с политической сцены, несмотря на попытки бывшего императора сорвать референдум. В период до голосования агитация за Бао Дая фактически была запрещена, в то время как избирательная кампания Зьема была сосредоточена на личных выпадах против Бао Дая. Среди них были порнографические карикатуры на главу государства и непроверенные слухи, заявлявшие, что он был незаконным правителем, и рассказывающие о его связях с многочисленными любовницами. СМИ, контролируемые правительством, начали полемические атаки на Бао Дая, и полиция пошла от дома к дому, предупреждая людей о последствиях провала референдума. После того как брат премьер-министра Нго Динь Ню успешно сфальсифицировал результаты референдума, Зьем провозгласил себя президентом вновь созданной Республики Вьетнам.